# 比基夫
49°27′57″N 23°28′27″E / 49.46583°N 23.47417°E
比基夫（烏克蘭語：Биків），是烏克蘭的村落，位於該國西部利沃夫州，由德羅霍貝奇區負責管轄，始建於1400年，面積0.947平方公里，2001年人口261，人口密度每平方公里275.6人。